# Самсон погрожує своєму тестеві
Самсон погрожує своєму тестеві (нід. Simson bedreigt zijn schoonvader) — картина Рембрандта, написана 1635 року. Зберігається в Берлінській картинній галереї.

## Сюжет
За біблійними переказами, Самсон, герой народу Ізраїля, одружився з дочкою філістимлянина, представника ворожого народу. Дізнавшись про шлюб з Самосоном, батько дочки вирішив не пускати його у дім й навіть стверджував, ніби його дочка вже віддана іншому. Розгніваний Самсон вирішив нарешті помститися філістимлянам.
1. А по часі сталося в днях жнив пшениці, і відвідав Самсон з козлям свою жінку та й сказав: Нехай увійду я до моєї жінки, до кімнати. Та батько її не дав йому ввійти.
2. І сказав її батько: Я дійсно подумав був, що ти справді зненавидів її, а тому я дав її твоєму дружкові. Чи молодша сестра її не ліпша від неї? Нехай же вона буде тобі замість неї.
3. І сказав їм Самсон: Цього разу я не буду винний перед филистимлянами, коли я зроблю їм зло. (Книга Суддів 15:1-3) 

## Опис
Рембрандт зобразив Самосна перед зачиненими дверима будинку тестя якраз у той момент, коли молодий герой вирішує помститися ненависним філістимлянам. Рембрандт і в цій картині виступив, як майстер зображення світла; так яскраво освітленим на картині є обличчя Самсона та його загрозливо здійнятий, важкий кулак, тоді як тінь від нього падає на будинок. У віконці на мить показується старий батько дівчини, який виглядає доволі наляканим. Та все-таки основна увага на картині зосереджена на постаті Самсона. Художник майстерно виписав пишну одіж, розкішний меч та діадему на довгому волоссі Самсона. Саме у волоссі, за переказами, крилася небувала сила героя.
На час створення картини Рембрандт жив у Амстердамі всього декілька років, чимало сюжетів для своїх картин він знаходив під впливом театральних вистав у місті. Особливе освітлення зображеної сцени надає картині драматичності й певної театральності.